# Zakopane-Stil

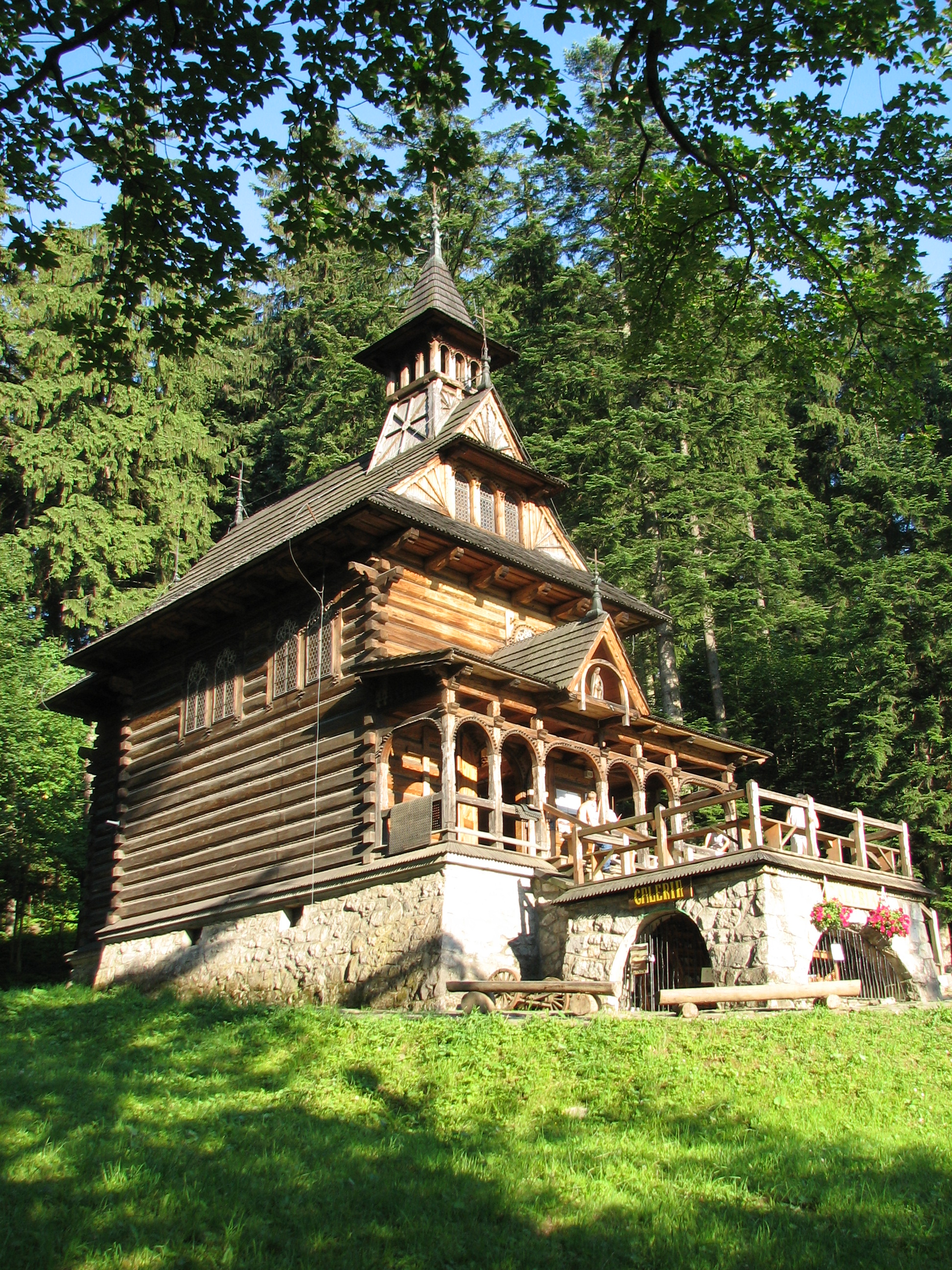
Jaszczurówka Kapelle, Zakopane

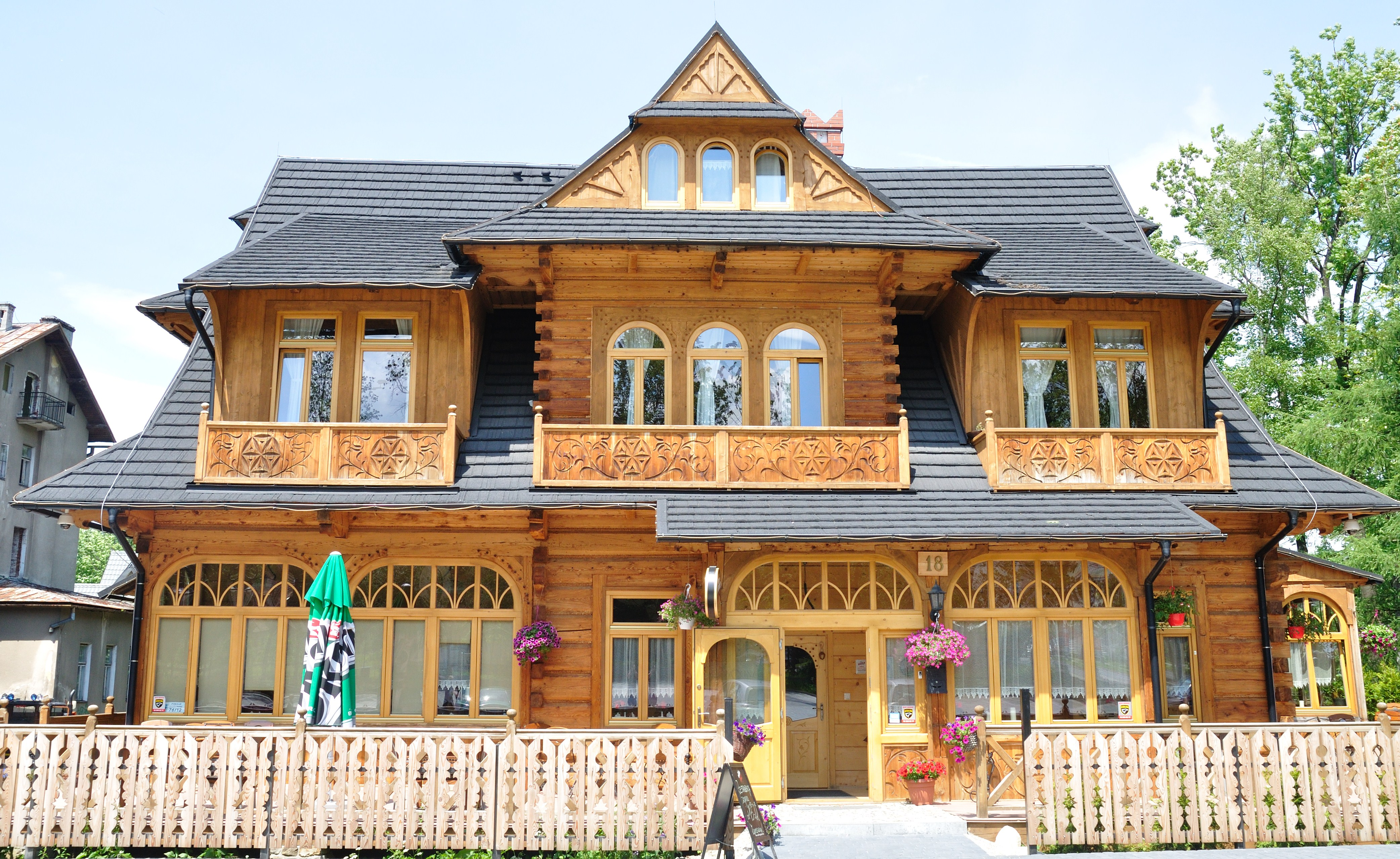
Villa Konstantynówka, Zakopane

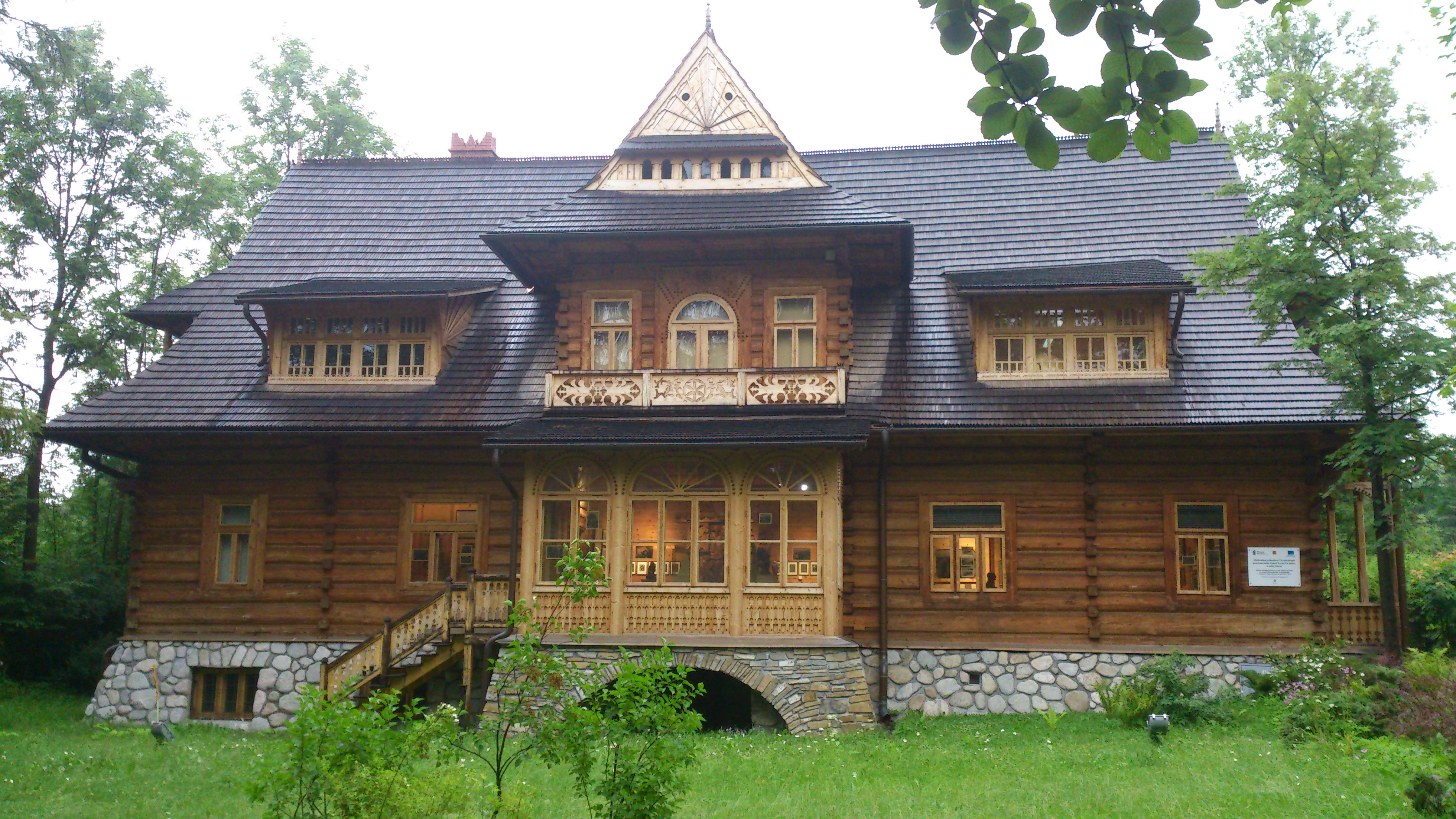
Villa Oksza, Zakopane

Der Zakopane-Stil (oder Witkiewicz-Stil) ist eine Architekturrichtung, inspiriert von der regionalen Baukunst der polnischen Hochlandregion bei Zakopane. Die als Podhale bezeichnete Region am nördlichen Rand der Tatra entwickelte eine eigene Holzarchitektur, welche vor allem von den dort lebenden Goralen begründet wurde. Stanisław Witkiewicz, der in dem litauischen Dorf Pašiaušė geboren wurde, ließ sich von den vorhandenen Traditionen inspirieren und entwickelte daraus in den Zeiten des Jugendstils den Zakopane-Stil. Die ab den 1890er Jahren von Witkiewicz entworfenen Häuser vereinigten die regionale traditionelle Holzbaukunst mit Elementen der damals modernen Architektur. Eine Parallele besteht zum ungefähr gleichzeitigen Heimatstil der Alpenländer. Ein bedeutendes Beispiel solcher Gebäude ist die Villa Koliba.
- Villa Koliba
- Außenansicht der Villa Koliba
- Interieur der Villa Koliba
- Villa Koliba, Detail

Die Villa Koliba an der Ulica Kościeliska 18, wurde nach dem Entwurf von Stanisław Witkiewicz von 1892 bis 1893 als erstes Gebäude in Zakopane-Stil erbaut. Der Name „Koliba“ kommt aus dem örtlichen Dialekt und bedeutet Schäferhütte. 1993 wurde die Villa der Sitz des Museums für Zakopane-Stil. In dem Gebäude kann auch Interieur von Władysław Hasior bewundert werden.
Weitere Vertreter dieser Architekturrichtung waren: W. Matlakowski, W. Elias-Radzikowski und J. Wojciechowski.

## Realisierte Gebäude

Villa Koliba
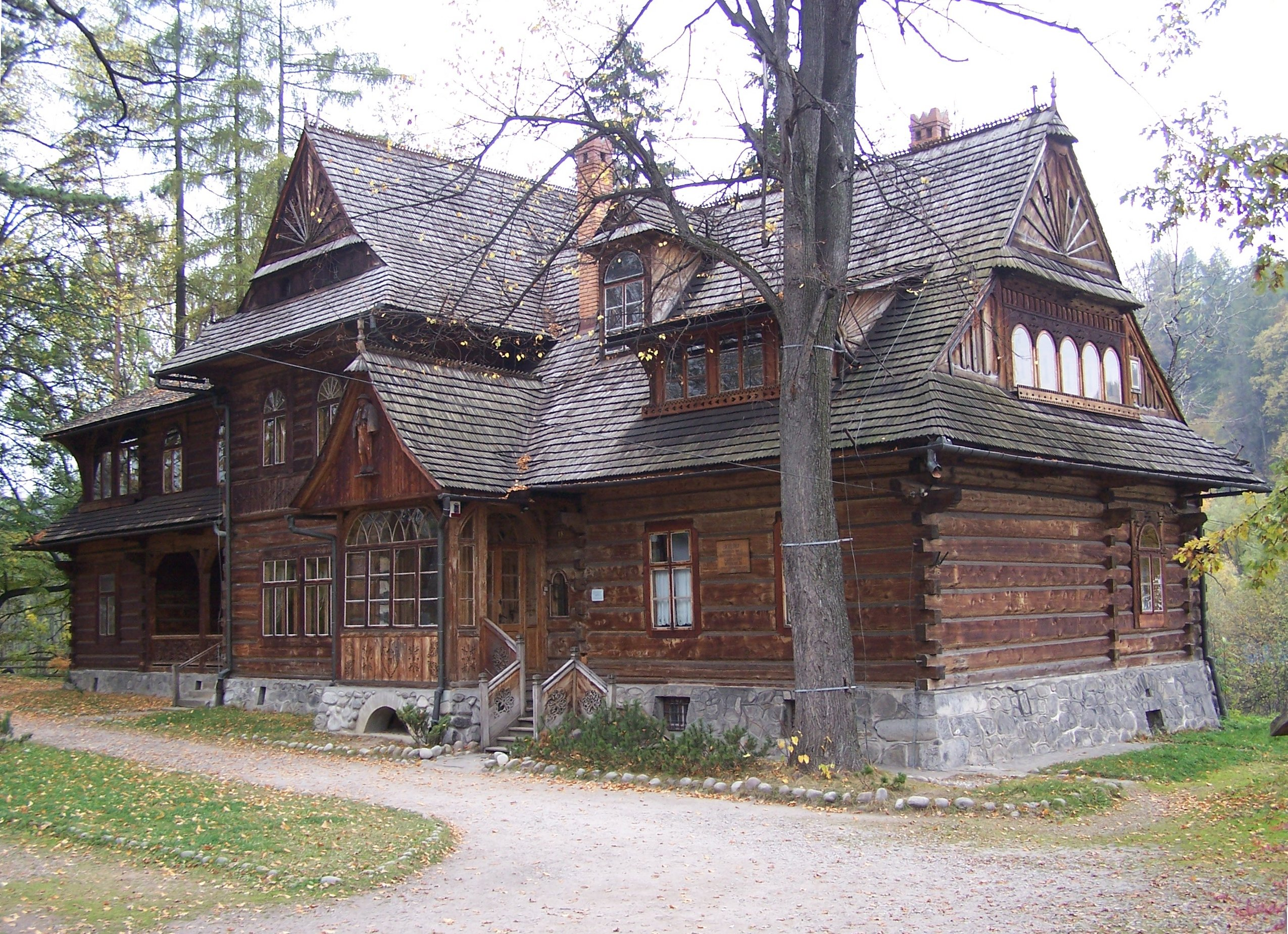
Außenansicht der Villa Koliba
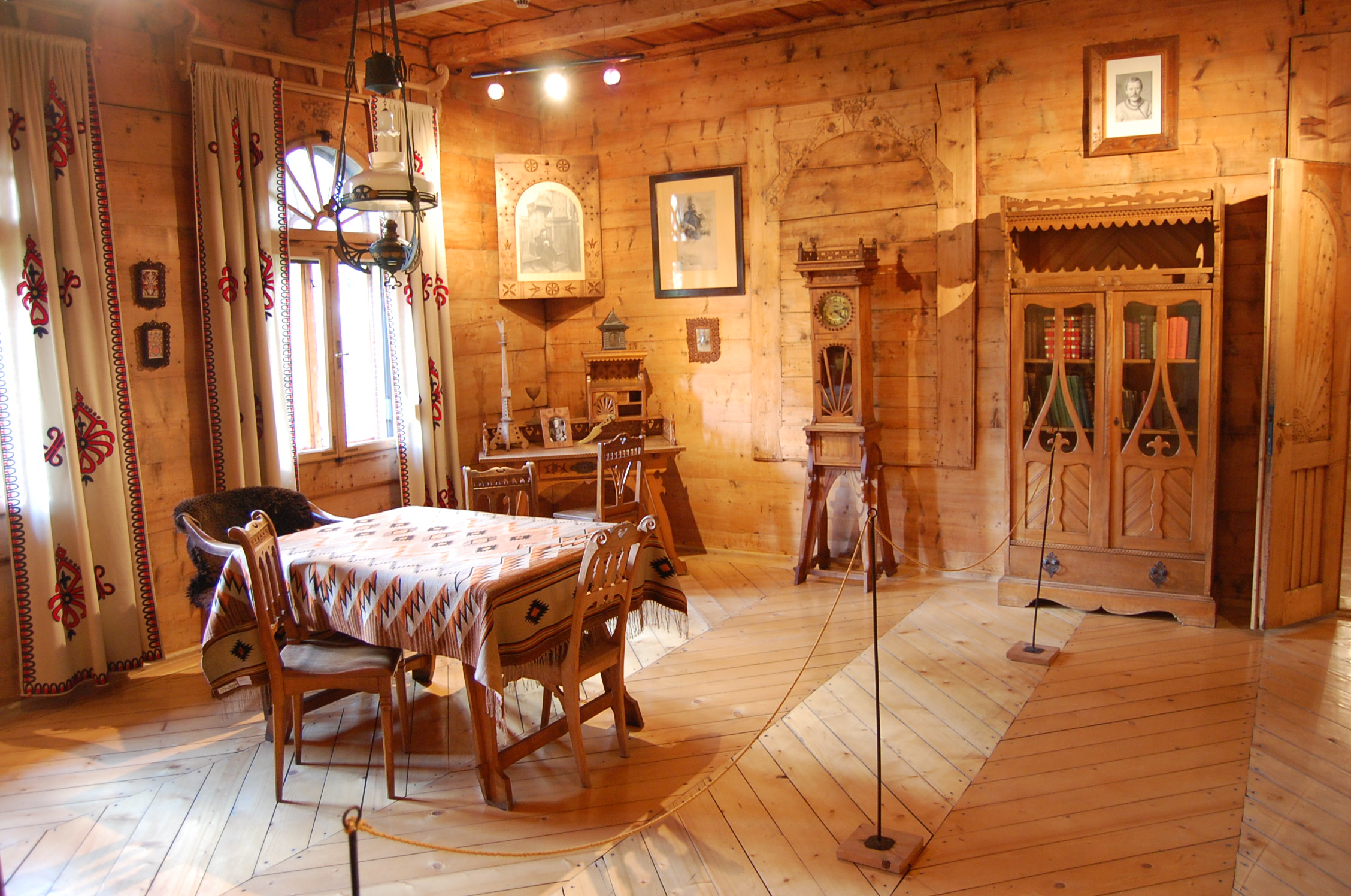
Interieur der Villa Koliba
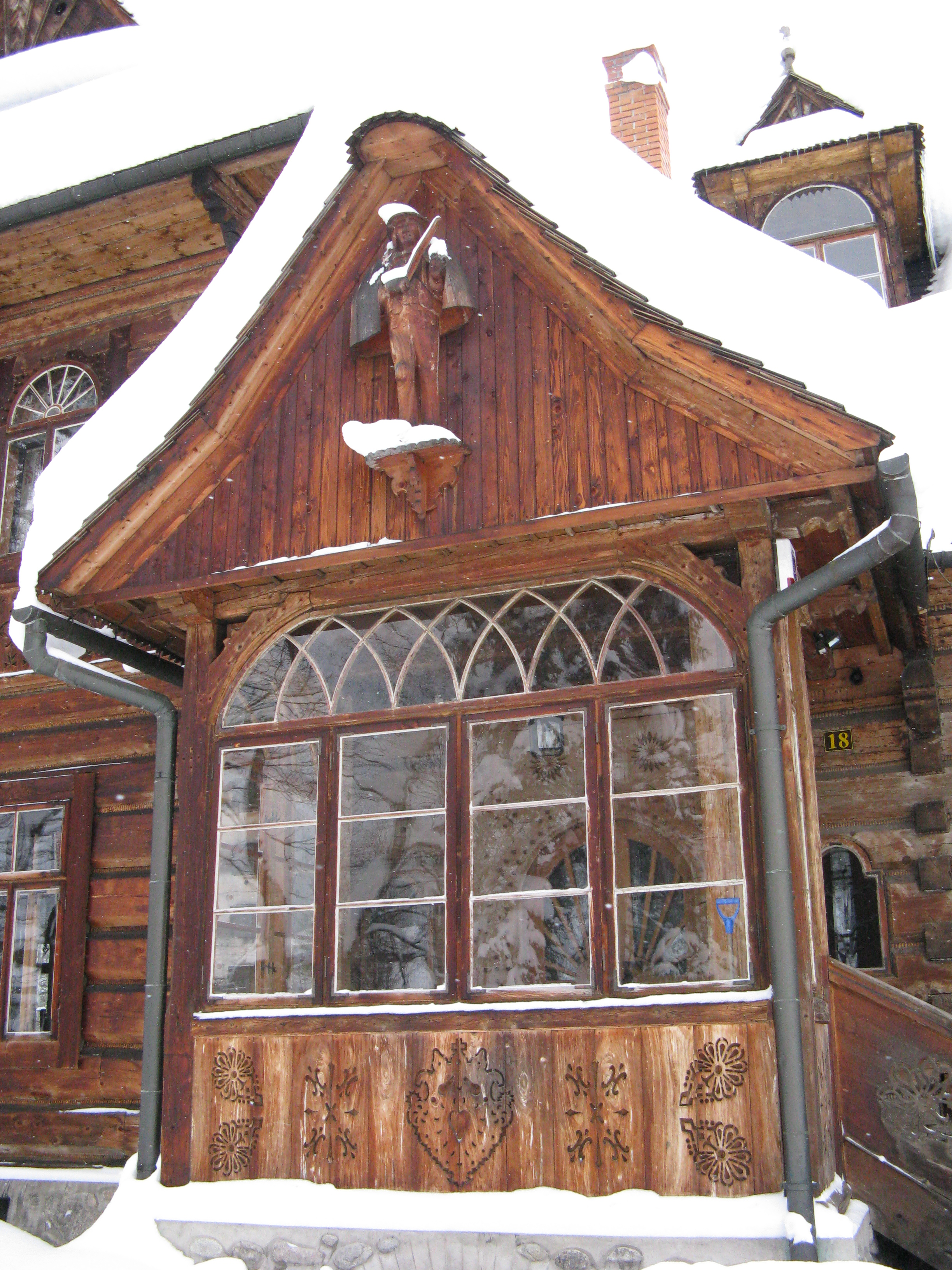
Villa Koliba, Detail

- Villa Atma
- Villa Pod Jedlami
- Villa Konstantynówka
- Villa Oksza